# Torrente Valle dei Mulini
Il torrente Valle dei Mulini è un corso d'acqua lungo 2,88 km, che nasce nel comune di Cino in provincia di Sondrio, sfocia poi nel fiume Adda nel comune di Mantello (Italia).